# Dorchester Shores Reservation
Das Gebiet Dorchester Shores Reservation ist ein 16,7 ha großer State Park in Suffolk County im Bundesstaat Massachusetts der Vereinigten Staaten. Der Park wird vom Department of Conservation and Recreation verwaltet und ist Teil des Metropolitan Park System of Greater Boston. Das Gebiet besteht aus drei Bestandteilen und liegt an der östlichen Grenze zum Bostoner Stadtteil Dorchester.

## Beschreibung
Das Schutzgebiet ist täglich von Sonnenauf- bis Sonnenuntergang geöffnet und umfasst mit dem Malibu Beach und dem Tenean Beach zwei Strände sowie mit dem Victory Road Park einen Park entlang der verlängerten Mündung des Neponset River in den Boston Harbor.

## Erholungs- und Freizeitaktivitäten
Im Park gibt es ein Badehaus, Picknickplätze, Sportplätze sowie Gelegenheiten zum Angeln und Schwimmen.